# Imelda Munster

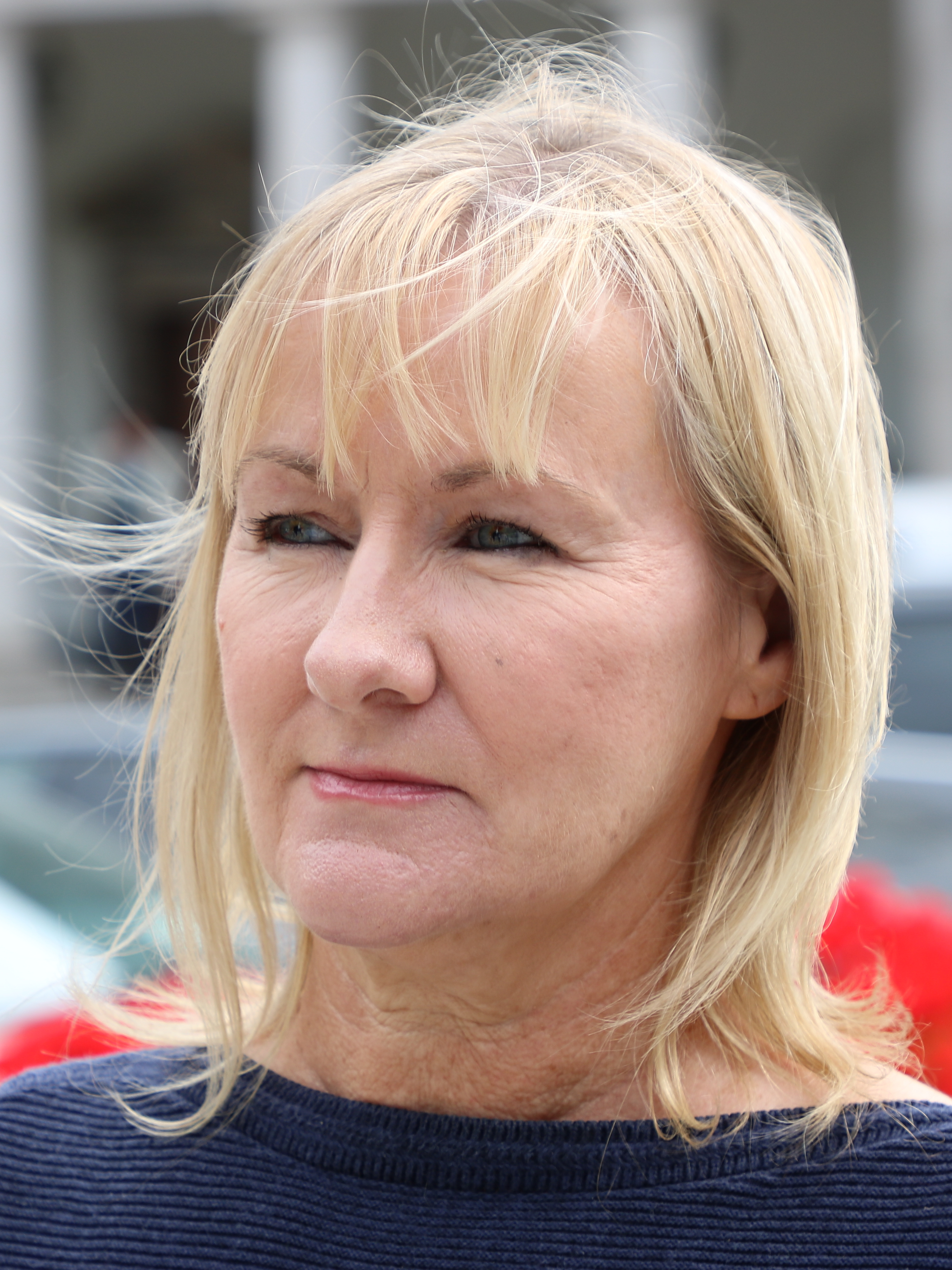
Imelda Munster (2018)

Imelda Munster (* 24. Februar 1968 in Drogheda, County Louth, Irland) ist eine irische Politikerin der Sinn Féin, die von Februar 2016 bis November 2024 Abgeordnete im Dáil Éireann war.

## Leben
Munster war 2004, 2009 und 2014 in den Louth County Council gewählt. 2016 gelang es ihr, für den Wahlkreis Louth in den Dáil Éireann einzuziehen. Diesen Sitz konnte sie 2020 verteidigen.

## Privates
Imelda Munster hat mit ihrem Mann Niall zwei Töchter.